# Mona Friedlander

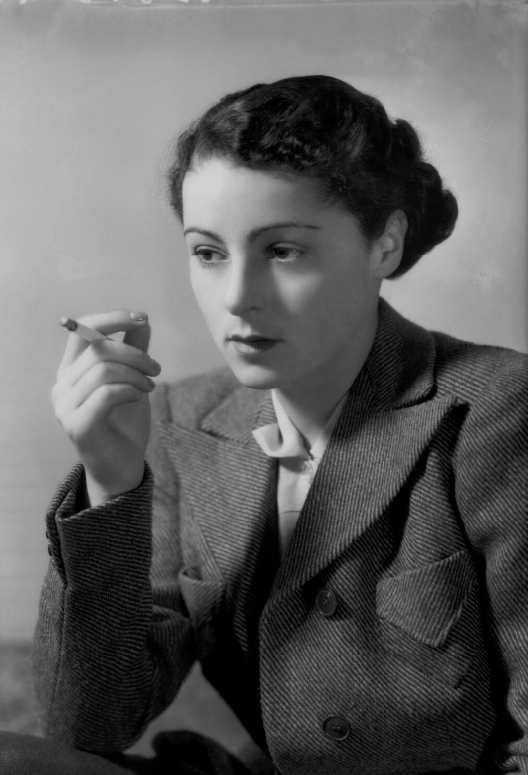
Mona Friedländer, 1939

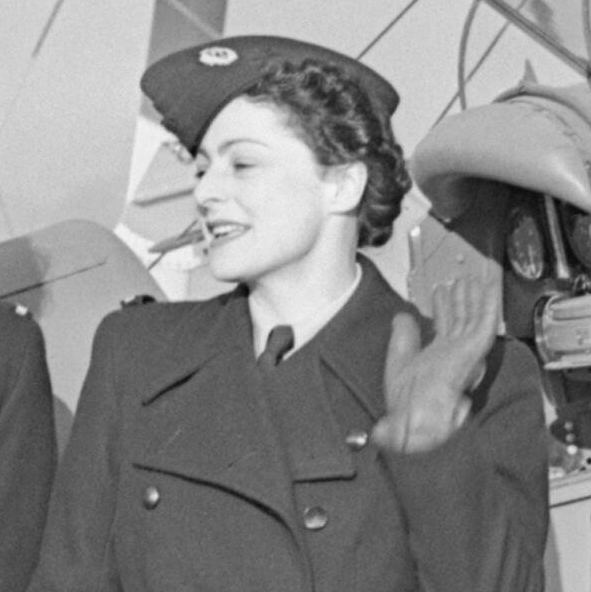
Mona Friedländer, 1939

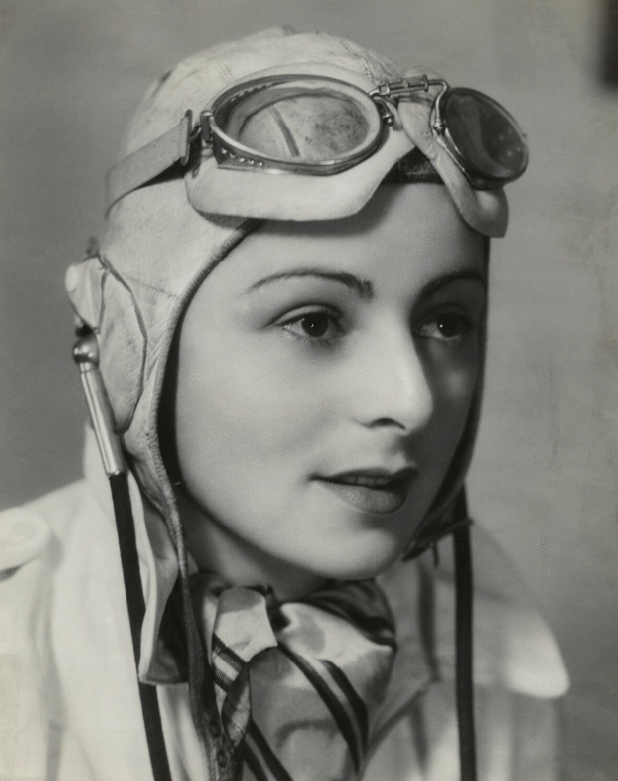
Mona Renee V.E. Forward, 17. Mai 1939

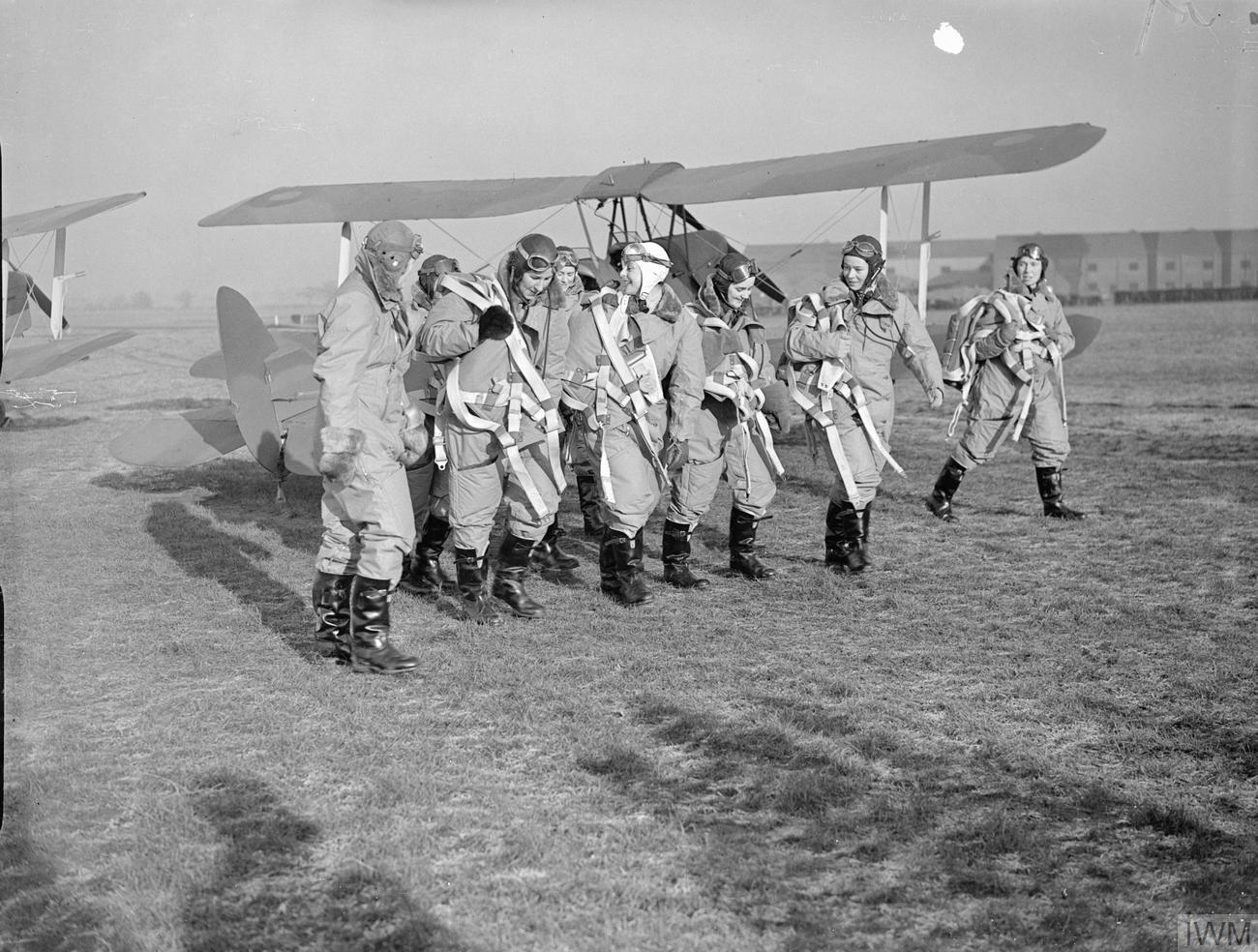
Die ersten Piloten der ATA Womens’ Section-Piloten vor einer De Havilland Tiger Moth. Von rechts nach links: Pauline Gower, Kommandantin der Frauenabteilung, M. Cunnison (teilweise verdeckt), Winifred Crossley, Margaret Fairweather, Mona Friedlander, Joan Hughes, G Paterson und Rosemary Rees

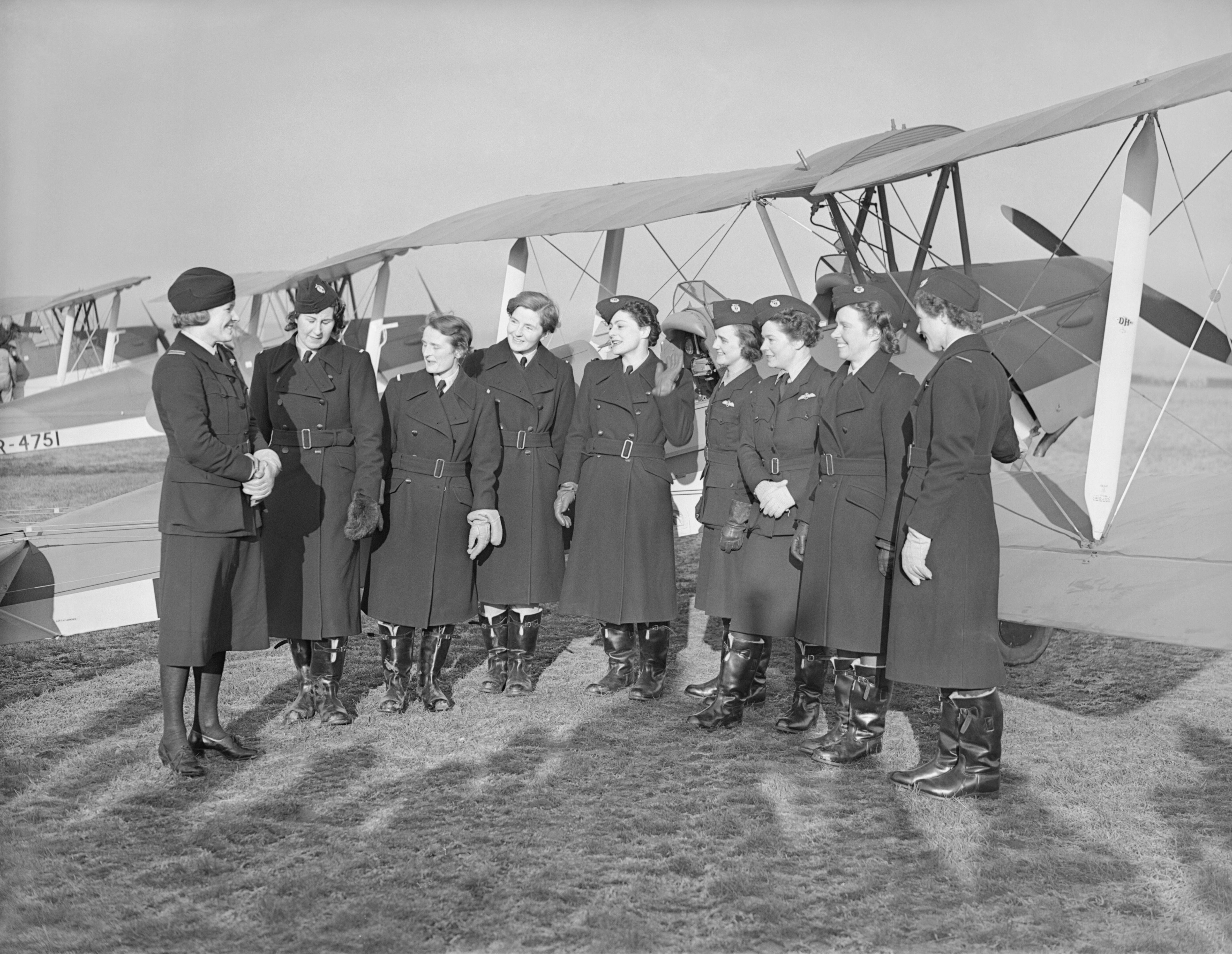
Pauline Gower (ganz links), Kommandantin der Frauenabteilung der ATA, steht mit acht weiteren weiblichen ATA vor der De Havilland Tiger Moth. Die anderen Pilotinnen sind: (von links nach rechts), Winifred Crossley, Margaret Cunnison, Margaret Fairweather, Mona Friedlander, Joan Hughes, G Paterson, Rosemary Rees und Marion Wilberforce

Mona Renee Vera Ernesta Friedlander, verheiratete Mona Forward (* 2. Juni 1914 in London, England; † 1993 in England) war eine englische Nationalspielerin im Eishockey und Pilotin. Sie flog im Zweiten Weltkrieg als Pilotin bei der Air Transport Auxiliary (ATA) und war eine der acht Gründungspiloten, die die Frauenabteilung der ATA gegründet haben.

## Leben
Friedlander wurde als Tochter des 1909 in England eingebürgerten deutschen Bankiers Ernest Friedlander und der russischen Mutter Vera Friedländer in London geboren. Sie erhielt ihre Ausbildung in Wien, in der Schweiz, in Deutschland und an der Royal School of Art in London. Sie spielte im Kader britischer Frauen-Eishockeymannschaften, die unter anderem 1934 und 1935 gegen französische Frauen-Mannschaften antraten. Ihre Eltern finanzierten ihr den Pilotenschein, um Fluglehrerin zu werden. 1939 arbeitete sie für Air Taxis Ltd in London Borough of Croydon. Vom 1. März 1939 bis Ende November 1939 arbeitete sie als Pilotin der Army Cooperation und flog vor den Flugabwehreinheiten, um ihnen beim Zielen und Ausrichten von Waffen und Scheinwerfern zu helfen.  1940 trat sie in die Frauenabteilung der Air Transport Auxiliary als Zweiter Offizier ein und war eine der 'First 8'-Pilotinnen der ATA. 1941 heiratete sie Major Alan Forward. 1942 wurde sie zum Ersten Offizier befördert. 1943 verließ sie die ATA, wo sie 32 verschiedene Flugzeugtypen geflogen war. Sie wurde Zensorin, deren Aufgabe es war, Fotos in der Presse zu inspizieren, die verdächtigt wurden, geheime Informationen zu enthalten. 1985 zeichnete das Imperial War Museum ihre Biographie als Oral History auf.

## Ehrungen
Eine Busgesellschaft in Hatfield benannte acht Busse nach den „ersten acht“ der Tiger-Moth-Pilotinnen in der ATA. 2008 erhielten die fünfzehn überlebenden weiblichen Mitglieder der ATA (und 100 überlebende männliche Piloten) von Premierminister Gordon Brown eine Sonderauszeichnung.